# Дженерал-Янкович
Дженерал-Янкович (алб. Hani i Elezit; серб. Ђенерал Јанковић) — город в Косово, входит в Урошевацкий округ в одноимённую общину Дженерал-Янкович.
Община Дженерал-Янкович была создана в 2005 году. Примыкает к границе Республики Македонии и столице Македонии Скопье. Город назван по имени сербского генерала Божидара Янковича.

## Административная принадлежность
| Сербская позиция                                                             | Албанская позиция                                                       |
| ---------------------------------------------------------------------------- | ----------------------------------------------------------------------- |
| входит в Косовский округ автономного края Косово и Метохия, в общину Качаник | входит в Урошевацкий округ Республики Косово, в общину Дженерал-Янкович |

## Экономика
В городе и окрестной общине находится цементная фабрика, фабрика полимеров Kosovaplast и фабрика покрытий крыш.

## Культура
В городе и окрестной общине имеются четыре мечети и две католических церкви.